# Kumakōgen
Kumakōgen (久万高原町?) è una cittadina giapponese della prefettura di Ehime.